# ساتياغراها

السَّاتْيَاغْرَاها (بالسنسكريتية: सत्याग्रह ومعناه «الإصرار على الحق» أو «قوة الحق») (نقحرة: ساتياغراها) هي فلسفة تركز على المقاومة اللاعنفية وسيلةً لتحقيق الإصلاح الاجتماعي والسياسي، ابتدعها المهاتما غاندي وطبقها في جنوب أفريقيا أولاً سنة 1906 م ثم في الهند نفسها ابتداء من عام 1917 م.

## مبادئ
تصور غاندي الساتياغراها ليس فقط كأسلوب تكتيكي يستخدم في الصراع السياسي الحاد، بل كمذيب شامل لجميع الظلم والأذى.
أسس غاندي أشرم سابارماتي لتعليم الساتياغراها. وطلب من الساتياغرائين اتباع المبادئ التالية:
- اللاعنف (أهيمسا)
- الحقيقة - وهذا يشمل الصدق، ولكنه يتجاوز ذلك ليعني العيش التام وفقًا لما هو صحيح والتفاني فيه
- عدم السرقة
- عدم التملك (لا يعني الفقر)
- العمل البدني
- السيطرة على الرغبات
- الخلو من الخوف
- الاحترام المتساوي لجميع الأديان
- الاستراتيجية الاقتصادية مثل مقاطعة السلع المستوردة (سواديشي)